# Tortellà
Tortellà – gmina w Hiszpanii, w prowincji Girona, w Katalonii, o powierzchni 10,93 km². W 2011 roku gmina liczyła 793 mieszkańców.